# Medicina operacional
Medicina Operacional o Medicina Táctica, subespecialidad de la Medicina de emergencias y desastres que se encarga de los sistemas de organización, métodos y destrezas necesarios para la atención del paciente grave agudo en un teatro de operaciones de guerra convencional o de baja intensidad o en situaciones especiales, como en casos de crisis de rehenes.
Se reconoce el concepto clásico de la división de las áreas de trabajo en:
- Zona caliente: Lugar donde se produce el combate o fuego cruzado. No se puede atender a la víctima. Lo que se recomienda es la evacuación inmediata del lesionado hacia un área protegida.

- Zona tibia: Lugar donde se pueden realizar algunas atenciones básicas en el paciente grave agudo, como control de la vía aérea, compresión de heridas sangrantes, colocación de fluidos endovenosos. Aún existe riesgo para el personal que brinda la atención, pero existe una seguridad relativa. Por ejemplo a muchos metros de la zona de fuego o protegido por un muro.

- Zona fría: Lugar donde se realiza una intervención convencional en el paciente. Es una zona segura para el que brinda la atención y para el paciente.

- Datos: Q5650329